# Jakub Hanák
Jakub Hanák (* 26. März 1983 in Uherské Hradiště) ist ein ehemaliger tschechischer Ruderer.
Hanák gewann bei den Junioren-Weltmeisterschaften 2000 zusammen mit Ondřej Synek die Bronzemedaille im Doppelzweier, 2001 erhielt er zusammen mit Jakub Litera die Silbermedaille. 2002 traten Hanák und Litera zusammen mit David Kopřiva und Jakub Stencl im Doppelvierer an und belegten den neunten Platz bei den Weltmeisterschaften. Nach zwei vierten Plätzen und einem zweiten Rang im Weltcup 2003 gewannen David Kopřiva, Petr Vitásek, Jakub Hanák und David Jirka bei den Weltmeisterschaften in Mailand die Silbermedaille hinter dem deutschen Doppelvierer. Im Weltcup 2004 belegte Hanák mit dem Doppelvierer zweimal den dritten Platz, im Finale der Olympischen Spiele in Athen siegten die Russen vor den Tschechen mit David Kopřiva, Tomáš Karas, Jakub Hanák und David Jirka.
2005 belegte der tschechische Doppelvierer im Weltcup zweimal den zweiten und einmal den dritten Platz, bei den Weltmeisterschaften in Gifu ruderten Milan Doleček, Václav Chalupa, Jakub Hanák und David Jirka auf den vierten Platz. Nach einem enttäuschenden Jahr 2006 mit Michal Horváth im Doppelzweier kehrte Hanák 2007 in den Doppelvierer zurück. Der tschechische Doppelvierer belegte in der Saison 2007 zweimal Medaillenränge im Weltcup, bei den Weltmeisterschaften in München kamen Petr Vitasek, Tomáš Karas, Jakub Hanák und David Jirka als Fünfte ins Ziel. Zum Ende der Saison 2007 startete Hanák bei den Europameisterschaften in Posen und wurde Europameister mit dem Achter. Nachdem bereits im Weltcup 2008 die Ergebnisse deutlich schwächer als in den Vorjahren ausfielen, verpasste der tschechische Doppelvierer mit Vitasek, Doleček, Hanák und Jirka bei den Olympischen Spielen 2008 das A-Finale und belegte den zehnten Platz. Mit Karas für Doleček belegte der tschechische Doppelvierer bei den Europameisterschaften zum Abschluss von Hanáks Karriere den vierten Platz.
Der 1,93 m große Jakub Hanák ruderte für Slavia Prag und Dukla Prag.